# Sanktuarium Matki Bożej Brzemiennej w Wąbrzeźnie
Sanktuarium Matki Bożej Brzemiennej w Wąbrzeźnie – sanktuarium w Wąbrzeźnie w województwie kujawsko-pomorskim znajdujące się przy parafii pw. świętych Apostołów Szymona i Judy Tadeusza w dekanacie Wąbrzeźno
Sanktuarium zostało zbudowane w XIV wieku na miejsce wcześniejszej drewnianej świątyni z XIII wieku będącej pod tym samym patronatem.
Głównym elementem sanktuarium jest obraz pochodzący z XVII wieku, przedstawiający Maryję w stanie brzemiennym. 
Drugim sanktuarium Matki Bożej Brzemiennej jest Sanktuarium Matki Bożej Brzemiennej w Gdańsku Matemblewie.